# 歩数計

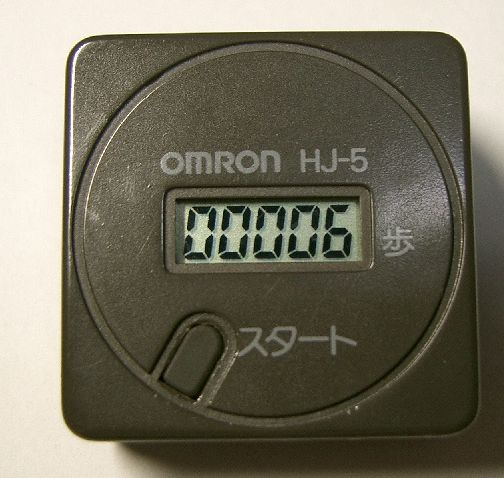
歩数計（オムロン社製）

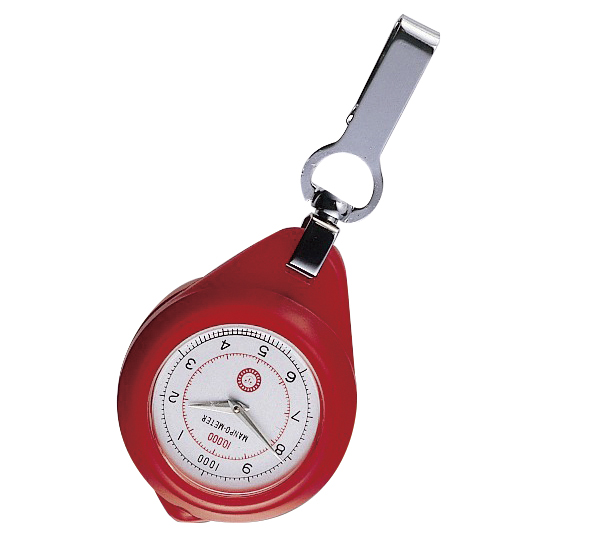
万歩計１号機　万歩メーター

歩数計（ほすうけい）は、歩数を数える機械。日本では万歩計（まんぽけい）としても広く呼ばれているが、万歩計は山佐時計計器株式会社の登録商標であり、同社の製品名に該当する。英語のペドメーター (pedometer、ペド(pedo)は足に由来) の名称が用いられることもある。

## 概要
歩数計は歩数を測定する機器であるが、体重・性別・年齢などを入力して運動消費量を表示するもの、1日の運動強度のグラフを作成できるもの、適切なウォーキングのピッチを教えるもの、歩幅を入力して歩行距離を表示するものなど多機能化している。
腰に装着するタイプ、ポケットに入れるタイプ、手首に装着するタイプ、ネクタイピンやベルトに内蔵させたものなどがある。
2000年代半ば以降、歩数計機能が付いた多くの携帯電話端末が登場した。また、スマートフォンにも端末標準機能として搭載されたり、サードパーティーによるさまざまなアプリが開発されている。

## 原理
歩数計には上下の振動によって電気スイッチが開閉し振動回数を記録する振り子式と運動による上下方向の加速度に応じて圧電が生ずる機構を利用する圧電センサー式がある。
圧電センサ式は通称「加速度センサー」と呼ばれ、高性能モデルでは横方向も追加した3軸方向の検測を行う。歩行状態であることを判断するためのアルゴリズム、センサー感度や個人差による誤差を考慮したプログラミングがされている。
振り子式と圧電センサー式では歩数のカウントに差が出ることがある。

## 歴史
歩数計が開発されたのはヨーロッパである。アイデアはレオナルド・ダ・ヴィンチにまで遡るが、初めて実用化したのはスイスの時計師・アブラアン＝ルイ・ペルレで、1780年のことである。

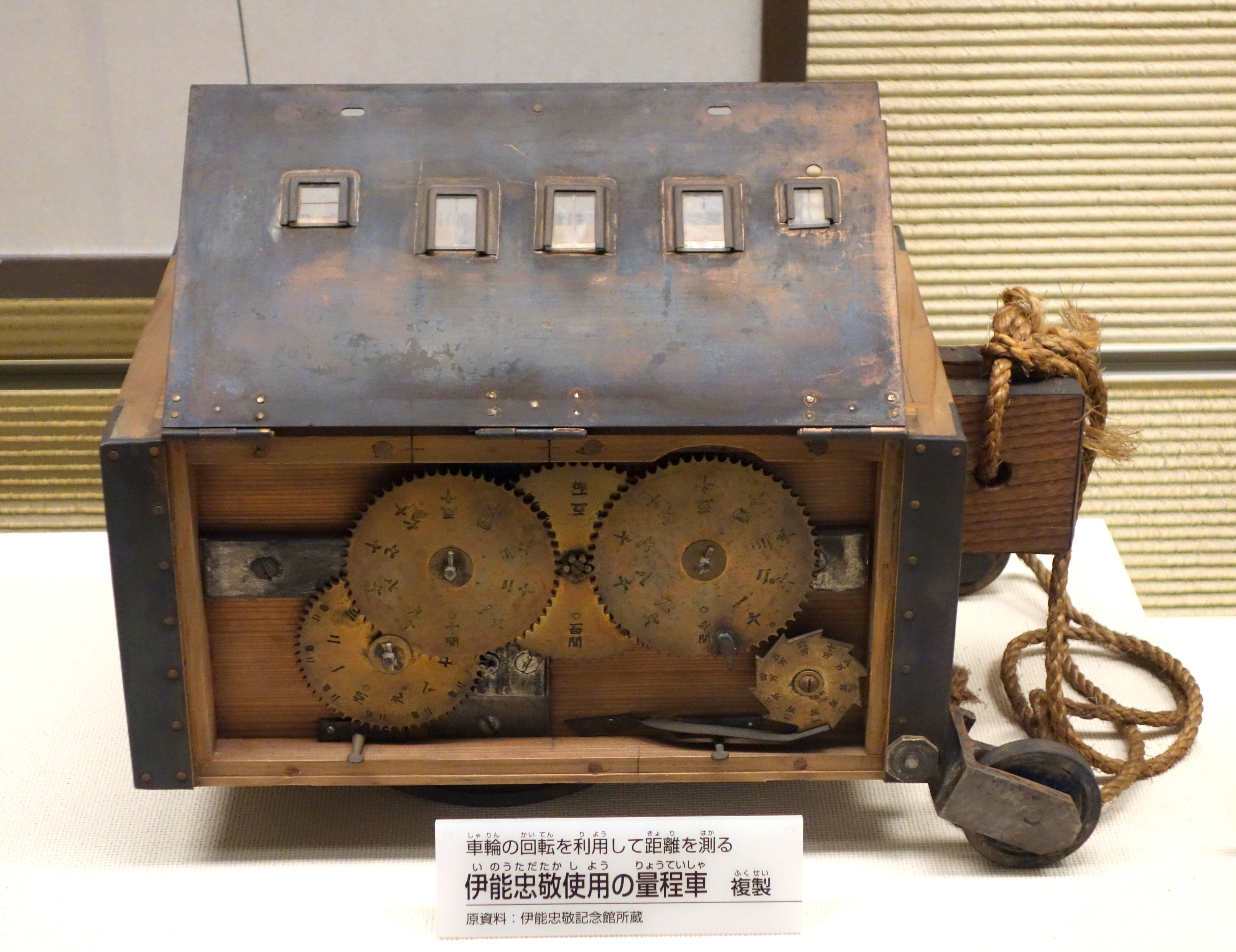
伊能忠敬の量程車（複製）。国立科学博物館の展示。

日本では、ヨーロッパ製の歩数計を江戸時代中期に平賀源内が改良して「量程器」というものを作り、江戸時代後期には伊能忠敬が日本地図の作成にあたって、「量程車」という計測器と「歩度計」という歩数計を使用して全国を歩いたといわれている。
初期の歩数計の仕組みは、ペルレが発明して腕時計で実用化された自動巻きと同じ原理である。一方、このような機械的な方式以外の加速度計を用いた歩数計も存在する。
1965年にYAMASAから発売された「万歩メーター」が、日本で一般の人が使用する歩数計の第1号といわれている。
1997年12月18日には世界初となる歩数計と携帯ゲームを合体させた育成散歩計「てくてくエンジェル」がハドソンから発売され、1998年3月に任天堂から発売された『ポケットピカチュウ』とともにゲーム付き歩数計市場を構築するきっかけとなった。なお、YAMASAが作成したゲームで、日本地図を作成する万歩計ゲームがある。主人公は、日本地図を作り上げた伊能忠敬である。
2003年9月に世界で初めて歩数計機能が搭載された携帯電話（らくらくホンIII F672i）が発売された。